# Hylesia caripitox
Hylesia caripitox är en fjärilsart som beskrevs av Orfila 1952. Hylesia caripitox ingår i släktet Hylesia och familjen påfågelsspinnare. Inga underarter finns listade i Catalogue of Life.